# Tephrochlamys tarsalis
Tephrochlamys tarsalis – gatunek muchówki z rodziny błotniszkowatych i podrodziny Heleomyzinae.
Gatunek ten opisany został w 1847 roku przez Johana Wilhelma Zetterstedta jako Heteromyza tarsalis.
Muchówka o ciele długości od 5 do 6 mm. Głowa jej odznacza się obecnością zarówno włosków jak i szczecinek na policzkach oraz bardzo krótką, wklęsłą i często przyciemnioną twarzą o ostro wyniesionej krawędzi przedniej. Tułów cechuje się szczecinkami śródplecowymi w układzie 0+3, obecnością szczecinek na propleurach oraz nagim przedpiersiem. Skrzydła mają krótkie pterostygmy i kolcopodobne szczecinki na żyłce kostalnej dłuższe niż owłosienie. Środkowa para odnóży ma na goleniach po jednej, dobrze rozwiniętej ostrodze. Samce mają przednią parę stóp oraz nasadę aristy poszerzone.
Owad znany z Irlandii, Wielkiej Brytanii, Francji, Belgii, Holandii, Niemiec, Danii, Szwecji, Finlandii, Szwajcarii, Austrii, Włoch, Polski, Czech, Słowacji, Węgier, Rumunii, Litwy, Łotwy i Rosji.